# 32131 Ravindran
32131 Ravindran è un asteroide della fascia principale. Scoperto nel 2000, presenta un'orbita caratterizzata da un semiasse maggiore pari a 2,3967502 UA e da un'eccentricità di 0,1016523, inclinata di 6,95065° rispetto all'eclittica.